# Попово (Варгашинський район)
Попо́во (рос. Попово) — село у складі Варгашинського району Курганської області, Росія. Входить до складу Варгашинської селищної ради.
Населення — 346 осіб (2010, 450 у 2002).